# Juan José Alba
Juan José Alba (Zaragoza, España, 31 de agosto de 1963) es un ingeniero del transporte español, especializado en el estudio de los accidentes de tráfico y la seguridad vial, doctor ingeniero industrial y posgraduado en organización industrial por la Universidad de Zaragoza. Ha coordinado tres proyectos europeos y otros más de cien proyectos y contratos de investigación.
Fue coordinador del proyecto que llevó al desarrollo de un grupo de trabajo dedicado a dicho ámbito en la Universidad de Zaragoza, cuyo laboratorio en Alcañiz creó. A raíz de este trabajo ha colaborado en la formación de cuerpos de policía local de toda España. También es conocido por su participación en la investigación de algunos accidentes que involucraron a famosos. Y también ha recibido diversos reconocimientos relacionados con la seguridad vial, incluyendo una mención honorífica por la Guardia Civil de Tráfico y la Dirección General de Carreteras de España.
Fue candidato al galardón «Aragoneses del Año» del año 2008 que convoca anualmente El Periódico de Aragón, dentro del apartado de Ciencia y Tecnología.
Desde el año 2007 colabora con El Justicia de Aragón a los efectos de conseguir que se cree en la Comunidad Autónoma de Aragón un Instituto Aragonés de Seguridad Vial.
Su implicación en este proyecto motivó que la ex directora general de tráfico, María Seguí, intentará boicotear el proyecto, tal y como desveló el propio Justicia de Aragón, Fernando García Vicente.